# 埃德萨伯国
埃德薩伯國（拉丁語：Comitatus Edessanus）又译作埃泽萨伯国，是11世纪末因第一次十字军东征所建立的四个十字军国家之一。其首都埃德薩城为现代土耳其境内的尚勒烏爾法。
在拜占庭帝国后期，埃德萨城成为叙利亚正教会信徒的中心，并因此为古希腊哲学翻译为叙利亚语及阿拉伯语提供了基础。所以当十字军抵达这一带的时候，他们看到了埃德萨城的重要程度，顺势攻下了埃德萨城，哪怕他们因在安条克城下承受的巨大伤亡而无法继续东进。于是由十字军所掌控的埃德萨伯国在1098年建立，其主要领土位于今土耳其境内。
第一任埃德萨伯爵是来自布洛涅的鲍德温，他成为了耶路撒冷的国王。他所拥有的伯国和其他十字军城邦不同的一点是它是一个内陆国家。在和其他的国家相距甚远的同时，埃德萨其临近的十字军城邦安条克的关系并不友好。至1144年11月底，通过埃德萨之战，赞吉王朝统治者兼摩苏尔总督赞吉攻占了其首府埃德萨城，并在1150年埃德萨伯国正式灭亡。

## 历史

### 建立
1098年，十字军主力部队向南方的安条克及耶路撒冷进发，鲍德温则率领他自己的部队脱离主力，独自先向南进入奇里乞亚地区，再向东面的埃德萨城进发。当时埃德萨城的统治者是索罗斯，鲍德温想办法成为了索罗斯的干儿子并取得了城市的继承权。为了稳固他的地位，鲍德温还迎娶了索罗斯的女儿阿尔达。1098年3月，索罗斯去世，据多方史料称他或被刺杀或被废黜，但是没有明确证据表明鲍德温参与刺杀事件。鲍德温在此背景下取得了埃德萨城的统治权，他去除了他原来的凡尔登伯爵封号，转而成为埃德萨伯爵。
1100年，鲍德温的哥哥布永的戈弗雷去世，其王位被鲍德温所继承。成为耶路撒冷国王的鲍德温一世将埃德萨伯爵的封号传给了他的表弟鲍德温二世，由他治理埃德萨所属。这个时候，统治托贝索的乔治林一世主动和埃德萨伯国合并，使得伯国边境直接和塞尔柱帝国接壤。
新任伯爵鲍德温二世很快开始插手叙利亚北部及小亚细亚地区的纠纷，他在1103年确保了安条克公国的博希蒙德一世成功从达尼什曼德王朝被赎回，并在次年与安条克公国联合进攻了拜占庭帝国治下的奇里乞亚。1104年年底时，塞尔柱帝国自摩苏尔进犯埃德萨城，鲍德温二世和乔治林一世一同被俘获。因此博希蒙德的侄子坦克里德顺势被埃德萨城的百姓推举为摄政，然而实际管理者是他的总督-萨勒诺的理查德。1108年，鲍德温被赎回，他为了从坦克里德手中拿回统治权，不得不和一些穆斯林首领联盟，最终打败了坦克里德。
截至1110年，幼发拉底河以东的地区已经被塞尔柱帝国摩苏尔城的总督马杜德所征服，为了巩固自身的力量，他和其他将领并没有渡河继续扩张。1118年，鲍德温二世继承了因鲍德温一世而空出来的王位，成为耶路撒冷的第三任国王，他即刻把埃德萨伯国托付于乔治林一世治理。

1135年埃德萨伯国疆域及周边形势图

### 衰亡
乔治林一世于1119年正式被受封为埃德萨伯爵，他很快在1122年再次被敌军俘获，连前来救援的鲍德温二世也被俘获。乔治林在1123年成功逃脱并在1124年迎回鲍德温二世。1131年，乔治林一世在进攻阿勒颇北部堡垒时因工兵矿坍塌而重伤。他的儿子乔治林二世误以为其父亲已经战死，在撤兵后继承了埃德萨伯爵封号。
此時伊马德丁·赞吉已经建立了赞吉王朝，一统阿勒颇和摩苏尔，他对埃德萨城形成了巨大的威胁。乔治林二世并没有重视此情况，他未有因此加强防御，还为此和的黎波里伯国的庞斯伯爵交恶，导致他后来拒绝援助埃德萨。1144年，赞吉围困了埃德萨，于12月24日攻破该城。而埃德萨的陷落也促成了1146年开始的第二次十字军东征，仍然据有幼发拉底河以西的余下领土的乔治林在赞吉死亡后短暂地收复了埃德萨。1150年，乔治林二世率军前往安条克抵抗赞吉王朝，却被赞吉之子努尔丁所俘虏。他被押送到阿勒颇时城内百姓对他十分敌视，他随后被监押在阿勒颇的一座监狱中，直至他于1159年去世。乔治林的夫人把托贝索及伯国余下的地方卖给拜占庭皇帝曼努埃尔一世，但这些地方随后也被努尔丁等攻占。
乔治林二世死后，他的儿子乔治林三世继承了伯爵的头衔，却没有实际掌控埃德萨的任何领土，他在耶路撒冷治下的阿卡附近建立起了他自己的领地。

## 人口分布
埃德萨伯国所有十字军城邦中占地最大的国家之一，它的人口却是最少的之一。埃德萨城内约有一万名居民，其他地区则多为军事堡垒。埃德萨在全盛时期占有的土地自安条克的边境沿着幼发拉底河向东延伸，向北至多到达亚美尼亚本土，向南至多到达赞吉王朝的首都-阿勒颇附近。埃德萨城的居民中多数是叙利亚正教及亚美尼亚正教教徒，希腊正教教徒及穆斯林也占据了一部分的人口。尽管在埃德萨城的拉丁人相对很少，在城内依旧有一位罗马天主教的主教。

## 政府
作为十字军城邦中的一员，埃德萨伯国也有自己的政治体系。除受封的埃德萨伯爵做为伯国的君主外，有多个管理机构的存在。

### 历任埃德萨伯爵
- 鲍德温一世（英语：Baldwin I），1098-1100在位
- 鲍德温二世（英语：Baldwin II），1100–1118在位
  - 坦克里德（英语：Tancred）及总督萨勒诺的理查德于1104-1108摄政
- 乔治林一世（英语：Joscelin I），1118–1131在位
- 乔治林二世（英语：Joscelin II），1131–1144在位
- 乔治林三世（英语：Joscelin III），自1159起为埃德萨伯爵，名义统治者

### 迁都
由于赞吉王朝的入侵，埃德萨伯国丢失了它的首都埃德萨城。托贝索城本来掌控着幼发拉底河西部的地区，是埃德萨在西部和安条克对峙的堡垒。乔治林二世失去埃德萨后，不得不以托贝索为新的首都。迁都不久，在穆斯林军队的打击下，乔治林把这座城市和其治下地区一同卖给了拜占庭帝国。

### 下属机构
埃德萨伯国所拥有的几个机构同其他十字军国家一样，负责了城市的内政及国家的防御。据现存文献，埃德萨伯国曾有过城主、首相、治安官及元帅等政府职位。1141年时，伯国元帅为休伯特，首相为拉乌尔，城主伊桑巴德及治安官罗杰；罗杰前任为1134年上任的埃尔韦。埃德萨的财政部门因拜占庭及阿拉伯两方面影响，有两种称呼。在1099年时鲍德温一世曾与时为财政大臣的杰拉德同行，而他于1098年则和牧师富尔彻同行过，因此富尔彻被怀疑为当时政府的掌权人。 